# Kiribatisk (sprog)
Kiribatisk (også gilbertesisk) er et mikronesisk sprog, som tales på Kiribati.

## Alfabet
| A  | B   | E  | I | K  | M  | N  | NG  | O  | R  | T  | U | W  |
| -- | --- | -- | - | -- | -- | -- | --- | -- | -- | -- | - | -- |
| ah | bee | eh | i | ki | mm | nn | ngg | oh | ri | si | u | wi |